# 都陳
都陳（朝鮮語: 도진）は、高麗の文官であり、朝鮮氏族の星州都氏の始祖である。
中国出身。高麗の建国に手柄を立てたことから政丞に任命され、星山府院君に封じられた。